# Plesiophrictus mahabaleshwari
Plesiophrictus mahabaleshwari is een spinnensoort in de taxonomische indeling van de vogelspinnen (Theraphosidae).
Het dier behoort tot het geslacht Plesiophrictus. De wetenschappelijke naam van de soort werd voor het eerst geldig gepubliceerd in 1977 door Benoy Krishna Tikader.